# Peter Friedman (Dokumentarfilmer)
Peter Friedman (* in Maplewood, New Jersey) ist ein US-amerikanischer Dokumentarfilmer und Filmeditor.

## Leben
Peter Friedman besuchte das Hampshire College in Amherst, wo er unter anderem bei Tom Joslin studierte. Ab Mitte der 1980er Jahre war er in unterschiedlichen Funktionen an Filmproduktionen beteiligt. Bereits sein erster Kurzfilm The Wizard of the Strings über den Multiinstrumentalisten Roy Smeck brachte ihm gemeinsam mit dem Filmproduzenten Alan Edelstein bei den 11. Student Film Awards 1984 die Auszeichnung mit einer Verdienstmedaille ein. Der Film war außerdem 1986 für den Oscar in der Kategorie Bester Dokumentar-Kurzfilm nominiert, wobei aber nur Alan Edelstein nominiert war.
Danach war Friedman zunächst vor allem als Filmeditor tätig und schnitt neben Dokumentationen auch Spielfilme wie In a Pig’s Eye und Des Teufels Unschuld. Ab Anfang der 1990er Jahre fokussierte er sich auf die Arbeit an Dokumentarfilmen. Nachdem sein ehemaliger Lehrer Tom Joslin und dessen Partner Mark Massi 1990 bzw. 1991 an den Folgen von AIDS gestorben waren, übernahm Friedman von beiden 40 Stunden Videomaterial, das den Kampf des Paares mit der Krankheit dokumentierte. Er schnitt das Material und ergänzte es um weitere selbst gedrehte Szenen. Silverlake Life: The View from Here lief beim Sundance Film Festival 1993 und wurde dort mit dem Grand Jury Prize für einen Dokumentarfilm und mit dem Freedom of Expression Award ausgezeichnet. Auf der Berlinale 1993 lief der Film in der Sektion Panorama und wurde mit einem Teddy Award ausgezeichnet. Daneben erhielt der Film weitere Preise wie einen Peabody Award und einen International Documentary Association Award.
In den nächsten Jahren schuf Friedman weitere Dokumentarfilme wie Tod nach Plan (1997), The Big Picture (2002) und Mana – Die Macht der Dinge (2004), für die er auch als Drehbuchautor und Produzent fungierte.
Friedman gründete das unabhängige Produktionsunternehmen Strange Attractions, Inc. mit Büros in New York City und Paris. Das Unternehmen produziert Dokumentarfilme zu Themen wie Porträts außergewöhnlicher Menschen, Schwulen- und AIDS-Themen, Biologie, Sterblichkeit und existenziellen Fragen.
Er lebt in Frankreich und New York City.

## Filmografie (Auswahl)
Regie
- 1985: The Wizard of the Strings (Kurzfilm)
- 1991: Fighting in Southwest Louisiana: Gay Life in Rural America (Kurzfilm)
- 1992: I Talk to Animals
- 1993: Silverlake Life: The View from Here
- 1995: Une mort programmée
- 1997: Tod nach Plan (Death by Design: Where Parallel Worlds Meet)
- 1998: Lebenslinien (The Life and Times of Life and Time)
- 1998: There Are No Direct Flights Between New York and Marseille
- 2002: The Big Picture
- 2004: Mana – Die Macht der Dinge (Mana: Beyond Belief)
- 2011: Consuelo – Engel der Armen (Poor Consuelo Conquers the World)

Filmschnitt
- 1984: Before Stonewall (Assistant Editor)
- 1986: Halloweenie (Kurzfilm)
- 1990: In a Pig’s Eye
- 1990: Des Teufels Unschuld (Astonished)
- 1993: Silverlake Life: The View from Here
- 1997: Tod nach Plan (Death by Design: Where Parallel Worlds Meet)
- 1998: There Are No Direct Flights Between New York and Marseille
- 2011: Consuelo – Engel der Armen (Poor Consuelo Conquers the World)